# Can Brustenga
Can Brustenga és una masia del municipi de Santa Eulàlia de Ronçana (Vallès Oriental) inclosa en l'Inventari del Patrimoni Arquitectònic de Catalunya. Un primer edifici s'hi va construir al primer terç del segle xiii. La masia actual data del 1697 i va subir una modernització considerable al segle xix.

## Descripció
És una grossa masia de planta rectangular amb un pati central encerclat per un porxo, una capella i altres cossos annexes, tancats per un gran portal que té la inscripció de l'any 1697. La casa segueix la tipologia clàssica de tres crugies i tres pisos d'alçada (el superior són les golfes). Tot i que l'estructura general de la casa no s'havia tocat gaire des de la construcció a final del segle xvii, hi ha hagut una important reforma del segle xix. Aquesta afecta tota la decoració interior. El pis principal està pintat amb motius florals i geomètrics a la gran sala i a totes les habitacions (totes amb alcova). La casa està coberta amb teulada a dues vessants, de la qual sobresurt una torre d'un pis més, que dona llum a l'escala. L'interior presenta decoració del 1865. El capcer de la façana també és del segle xix, fet de totxo.

## Història
En l'arbre genealògic de la família Brustenga es parla del primer Brustenga com un hongarès que formava part del seguiment de la princesa Violant d'Hongria quan va venir a Catalunya per casar-se amb Jaume I El Conqueridor. Corria l'any 1235, i que es va establir en aquesta zona. La primera notícia documental és d'en Pere de Brustenga. Sembla que aquest Pere era el servidor o patge d'un baró de la Cort Magiar anomenat Brustenga, i a l'emancipar-se adoptà el cognom del seu senyor. A partir dels documents de la casa, actualment dipositats a l'Arxiu Comarcal del Vallès Oriental, a Granollers, s'ha pogut fer tota la seqüència de la família Brustenga des de l'inici del segle xiii fins als nostres dies. S'ha conservat el cognom, fins i tot durant el segle xvii, en què hi va haver quatre pubilles consecutives. El cos de la casa actual es va construir l'any 1697. Hi ha l'anècdota que es va començar a construir amb els diners de la propietària, la pubilla Caterina Brustenga, però la casa es va ensorrar i llavors el seu marit Isidre Oller, originari de Canovelles, va decidir fer la casa amb els seus propis diners seguint els mateixos plans però amb les mides de les parets dobles. El seu nom consta gravat en el dintell de l'entrada al barri de la casa. La casa primitiva, la del segle xiii, es va reformar com a habitatge i hi viu el fill del propietari. Al segle xix es va consolidar la façana, decorer les estances amb pintures murals, i construir una caixa d'escala amb una lluerna. Es van afegir galeries que tanquen el pati.